# Warwara Pawlowna Adrianowa-Peretz
Warwara Pawlowna Adrianowa-Peretz, geboren Adrianowa, (russisch Варвара Павловна Адрианова-Перетц, Transliteration Varvara Pavlova Adrianova-Peretts; * 30. Apriljul. / 12. Mai 1888greg. in Neschin, Gouvernement Tschernigow; † 6. Juni 1972 in Leningrad) war eine russische bzw. sowjetische Literaturwissenschaftlerin und Hochschullehrerin.

## Leben
Adrianowa studierte in Kiew in den Höheren Kursen für Frauen (Abschluss 1910). Als 1907 in Kiew Wladimir Peretz (1870–1935) das Seminar für Russische Philologie eröffnete, hielt sie auf der ersten Sitzung einen Vortrag über Philologie und Methoden und wurde Peretz' 2. Ehefrau. Ab 1911 lehrte sie in den Höheren Kursen für Frauen in Kiew. Als Externe legte sie 1912 die Kurs-Prüfung  an der Kaiserlichen Universität Kiew in der Historisch-Philologischen Fakultät ab.
Im Ersten Weltkrieg ging Adrianowa nach Petrograd und lehrte ab 1915 in den Höheren Kursen für Frauen im Petrograder Frauen-Pädagogik-Institut mit Ernennung zur Professorin 1917. Für ihre Magister-Arbeit über das Lebens des Alexius von Edessa und den Einfluss seiner geistlichen Gedichte auf die Altrussische Literatur und die Volksliteratur (Petrograd, 1917) erhielt sie 1917 den Lomonossow-Preis der russischen kaiserlichen Regierung.
Nach der Oktoberrevolution während des Bürgerkriegs lehrte Adrianowa im Pädagogik-Institut Samara. Sie kehrte 1921 nach Petrograd zurück und lehrte im Staatlichen Institut für Kunstgeschichte in den Kursen zur Ausbildung Wissenschaftlicher Mitarbeiter. Sie wurde 1926 zum Korrespondierenden Mitglied der Akademie der Wissenschaften der USSR gewählt.
Ab 1934 war Adrianowa wissenschaftliche Senior-Mitarbeiterin der Abteilung für Altrussische Literatur des Leningrader Instituts für Russische Literatur (Puschkinhaus) der Akademie der Wissenschaften der UdSSR (AN-SSSR). Sie wurde 1943 zum Korrepondierenden Mitglied der AN-SSSR gewählt.
Nach dem Deutschen Angriffskrieg leitete Adrianowa im Puschkin-Haus ab 1947 den Sektor für Altrussische Literatur und ab 1950 auch den Sektor für Folklore. Sie war Doktorin der philologischen Wissenschaften. Zu ihren Schülern gehorten Lew Dmitrijew, Dmitri Lichatschow, Galina Nikolajewna Moissejewa, Alexander Pantschenko u. a. 1954 wurde sie pensioniert.
Adrianowa starb am 6. Juni 1972 in Leningrad und wurde dank der Bemühungen Lichatschows auf dem Gedenkfriedhof Komarowo begraben.

## Ehrungen, Preise
- Lomonossow-Preis (1917)
- Orden des Roten Banners der Arbeit (1945)
- Verdiente Wissenschaftlerin der RSFSR (1959)
- Leninorden
- Ehrenzeichen der Sowjetunion